# VM i landevejscykling 2017 – Holdtidskørsel (herrer)
Herrernes holdtidskørsel ved VM i landevejscykling 2017 blev afholdt søndag den 17. september og var 42,5 km lang. Det var den 33. holdtidskørsel for herrer ved VM og den 6. udgave for firmahold siden genetableringen af disciplinen i 2012. Starten var ved Ravnanger på Askøy udenfor Bergen.
Hvert hold stillede til start med 6 ryttere og man startede med 4 minutters tidsinterval.

## Hold og ryttere
| UCI WorldTeams (11)- Astana - BMC Racing Team - Bora-Hansgrohe - Katusha-Alpecin - Lotto NL-Jumbo - Movistar Team - Orica-Scott - Quick-Step Floors - Sky - Team Sunweb - Trek-Segafredo UCI Professionelt kontinentalthold- CCC Sprandi Polkowice UCI Kontinentalhold (5)- FixIT.no - Joker Icopal - Sangemini-MG.Kvis - Sparebanken Sør - Uno-X Hydrogen Development |
| |

### Danske ryttere
- Søren Kragh Andersen kørte for Team Sunweb
- Michael Mørkøv kørte for Team Katusha-Alpecin

## Resultater
| #  | Hold                            | Ryttere | Tid       |
| -- | ------------------------------- | --- | --------- |
| 1  | Team Sunweb                     | Tom Dumoulin (NED) Lennard Kämna (GER) Wilco Kelderman (NED) Søren Kragh Andersen (DEN) Michael Matthews (AUS) Sam Oomen (NED)                | 47.50,42  |
| 2  | BMC Racing Team                 | Rohan Dennis (AUS) Silvan Dillier (SUI) Stefan Küng (SUI) Daniel Oss (ITA) Miles Scotson (AUS) Tejay van Garderen (USA)                       | + 8,29    |
| 3  | Team Sky                        | Owain Doull (GBR) Chris Froome (GBR) Vasil Kiryjenka (BLR) Michał Kwiatkowski (POL) Gianni Moscon (ITA) Geraint Thomas (GBR)                  | + 22,35   |
| 4  | Quick-Step Floors               | Jack Bauer (NZL) Philippe Gilbert (BEL) Bob Jungels (LUX) Yves Lampaert (BEL) Niki Terpstra (NED) Julien Vermote (BEL)                        | + 35,20   |
| 5  | Orica-Scott                     | Luke Durbridge (AUS) Alex Edmondson (AUS) Michael Hepburn (AUS) Damien Howson (AUS) Daryl Impey (RSA) Svein Tuft (CAN)                        | + 1.03,21 |
| 6  | Movistar Team                   | Andrey Amador (CRC) Jonathan Castroviejo (ESP) Alex Dowsett (GBR) Imanol Erviti (ESP) Gorka Izagirre (ESP) Jasha Sütterlin (GER)              | + 1.19,23 |
| 7  | Team LottoNL-Jumbo              | Lars Boom (NED) Victor Campenaerts (BEL) Stef Clement (NED) Primož Roglič (SLO) Jos van Emden (NED) Gijs Van Hoecke (BEL)                     | + 1.19,58 |
| 8  | CCC Sprandi Polkowice           | Marcin Białobłocki (POL) Jonas Koch (GER) Łukasz Owsian (POL) Maciej Paterski (POL) Mateusz Taciak (POL) Jan Tratnik (SLO)                    | + 1.44,05 |
| 9  | Team Katusha-Alpecin            | Reto Hollenstein (SUI) Alexander Kristoff (NOR) Tiago Machado (POR) Tony Martin (GER) Michael Mørkøv (DEN) Nils Politt (GER)                  | + 1.45,58 |
| 10 | Bora-Hansgrohe                  | Jan Bárta (CZE) Maciej Bodnar (POL) Marcus Burghardt (GER) Patrick Konrad (AUT) Lukas Pöstlberger (AUT) Aleksejs Saramotins (LAT)             | + 1.55,10 |
| 11 | Astana Pro Team                 | Dario Cataldo (ITA) Sergej Tjernetskij (RUS) Oscar Gatto (ITA) Andrij Hryvko (UKR) Truls Korsæth (NOR) Aleksej Lutsenko (KAZ)                 | + 2.15,79 |
| 12 | Trek-Segafredo                  | Matthias Brändle (AUT) Marco Coledan (ITA) Koen de Kort (NED) Markel Irizar (ESP) Jarlinson Pantano (COL) Edward Theuns (BEL)                 | + 2.49,61 |
| 13 | Joker Icopal                    | Ole Forfang (NOR) Carl Fredrik Hagen (NOR) Kristoffer Halvorsen (NOR) Markus Hoelgaard (NOR) Bjørn Tore Hoem (NOR) Kristoffer Skjerping (NOR) | + 3.08,09 |
| 14 | Sangemini-MG.K Vis              | Simone Bernardini (ITA) Nicola Gaffurini (ITA) Michele Gazzara (ITA) Niccolò Salvietti (ITA) Michele Scartezzini (ITA) Paolo Totò (ITA)       | + 5.02,06 |
| 15 | Uno-X Hydrogen Development Team | Audun Fløtten (NOR) Erik Resell (NOR) Hans Kristian Rudland (NOR) Torjus Sleen (NOR) Torstein Træen (NOR) Syver Wærsted (NOR)                 | + 5.09,74 |
| 16 | Team FixIT.no                   | Marius Blålid (NOR) Ken-Levi Eikeland (NOR) Åsmund Løvik (NOR) Kristoffer Madsen (NOR) Bjørnar Øverland (NOR) Elias Angell Spikseth (NOR)     | + 5.21,45 |
| 17 | Team Sparebanken Sør            | Kristian Aasvold (NOR) Herman Dahl (NOR) Fridtjof Røinås (NOR) Mathias Skjold (NOR) Trond Trondsen (NOR) Andreas Vangstad (NOR)               | + 5.30,47 |